# Drayton (Ontario)
Drayton è una città canadese situata nel sud dello stato dell'Ontario, nella Contea di Wellington e nella municipalità di Mapleton.
Si trova all'intersezione fra Wellington Road 8 e Wellington Road 11, a nord-est di Fergus e sud-ovest di Arthur.

## Storia
Nel 1851 la comunità prese il nome dalla città di Drayton Manor nello Staffordshire, Inghilterra. Drayton Manor era il luogo natale di Robert Peel, ex primo ministro del Regno Unito.

## Attrazioni
Drayton ospita il Drayton Festival Theatre, un teatro del 1902 che può ospitare 375 spettatori; negli anni si sono avvicendati sul palcoscenico anche attori di grande fama, come Beatrice Lillie.